# Pelourinho de Pinhel
O Pelourinho de Pinhel situa-se no centro da Praça Sacadura Cabral, em Pinhel. Representava como pelourinho a autonomia judicial do concelho.
O Pelourinho de Pinhel está classificado como Monumento Nacional desde 1910.

## Características
Este monumento foi edificado no século XVI, sendo de arquitectura civil, estilo manuelino e um "pelourinho de gaiola".
Sendo um dos mais importantes símbolos da cidade de Pinhel, este monumento é constituído por cinco degraus octogonais (estando o primeiro semi-enterrado), uma coluna octogonal de base quadrada (devido a curvas no início da mesma), e o capitel, de base circular, seguido por um remate em gaiola através de oito colunelos de base anelar (decorados com motivos vegetalistas estilizados), terminados em cone invertido, sendo o topo do pelourinho composto por um chapéu em forma de cone.
Como curiosidade o facto deste ter sofrido uma inclinação nos anos 40 do século XX, tendo sido fixados ferros nas pedras dos degraus do mesmo nível, com o objectivo de garantir a sua estabilidade.